# Hollywood Monster
Pour plus de détails, voir Fiche technique et Distribution.
Hollywood-Monster (ou Ghost Chase lors de sa sortie aux États-Unis et en DVD en France) est un film ouest-allemand réalisé par Roland Emmerich et sorti en 1987.

## Synopsis
À Hollywood, deux adolescents décident de tourner un film dans un vieux manoir. Mais les esprits de la vieille demeure se réveillent lors du tournage.

## Fiche technique
Sauf indication contraire, les informations mentionnées dans cette section peuvent être confirmées par la base de données cinématographiques IMDb,  présente dans la section « Liens externes ».
- Titre original : Hollywood-Monster
- Titre français : Ghost Chase (DVD)
- Titre québécois : La chasse aux fantômes
- Réalisateur : Roland Emmerich
- Scénario : Roland Emmerich et Thomas Kubisch, d'après une histoire de Roland Emmerich et Oliver Eberle
- Direction de la photographie : Karl Walter Lindenlaub
- Costumes : Susanne Schickert
- Musique : Hubert Bartholomae
- Son : Jens Hasler
- Directeurs de casting : Jason Lively, Tim McDaniel et Jill Whitlow
- Casting : Ute Emmerich et Glenn Bernstein
- Production :
- Producteurs associés : Ute Emmerich et Dean Heyde
- Producteur exécutif : Ulrich Moeller
- Sociétés de production : Centropolis Film Productions, Pro-ject Filmproduktion et Hessischer Rundfunk
- Distribution : Filmverlag der Autoren (Allemagne de l'Ouest)
- Pays de production :  Allemagne de l'Ouest
- Genre : comédie horrifique, fantastique
- Durée : 85 minutes
- Dates de sortie[1] : 
  - Allemagne de l'Ouest : 25 juin 1987
  - États-Unis : 1er janvier 1988

## Distribution
- Leonard Lansink : Karl
- Paul Gleason : Stan Gordon
- Ian MacNaughton : M. Rosenbaum
- Julian Curry : l'avocat
- Cynthia Frost : la secrétaire
- Andreas Kovac-Zemen : le propriétaire du Pawn Shop
- Toby Kaye : la petite-amie de Laurie
- Larry Pennell : Bum
- Ernie Lively : le manager
- Ekkehard Schroeer : le monstre marrant
- Frederick Fuegel : Stunt Louis
- Tim McDaniel
- Jill Whitlow
- Leonard Lansink
- Chuck Mitchell

## Production
Le tournage a lieu dans le Bade-Wurtemberg en Allemagne ainsi qu'à Los Angeles

## Autour du film
Le film est dédié à un certain Herbert Umbrecht.